# Eupatorium mohrii
Eupatorium mohrii es una planta herbácea de la familia Asteraceae natural de Norteamérica, desde Virginia a Texas. También se ha encontrado en la República Dominicana.

## Descripción
Eupatorium mohrii es una hierba perenne que alcanza un tamaño de hasta 100 cm de alto y se producen desde rizomas tuberosos. Al igual que otras especies de Eupatorium, las inflorescencias contienen un gran número de pequeñas cabezas de flores blancas, cada una con 5 floretes del disco, pero no tienen flores liguladas. Forma híbridos con Eupatorium serotinum y Eupatorium rotundifolium.

## Hábitat
Eupatorium mohrii crece en áreas húmedas, bordes de lagunas y suelos arenosos.

## Taxonomía
Eupatorium mohrii fue descrita por Edward Lee Greene y publicado en Contributions from the United States National Herbarium 6: 762, pl. 11. 1901.
Etimología
Eupatorium: nombre genérico que viene del griego y significa "de padre noble". Cuyo nombre se refiere a Mitrídates el Grande, que era el rey del Ponto en el siglo I a. C. y a quien se le atribuye el primer uso de la medicina. De hecho, las especies de este género, a lo largo del tiempo, han tomado diversas denominaciones vulgares referidas sobre todo a la medicina popular, esto sirve para resaltar las propiedades de Eupatoria, aunque actualmente este uso se ha reducido algo debido a algunas sustancias hepatotóxicas presentes en estas plantas.
mohrii: epíteto
Sinonimia
- Eupatorium recurvans Small
- Uncasia mohrii (Greene) Greene
- Eupatorium quinqueflorum Urb. & Ekman 	[5]